# Kazuto Tsuyuki
Kazuto Tsuyuki (født 14. august 1984) er en tidligere japansk fodboldspiller.
Han har spillet for flere forskellige klubber i sin karriere, herunder Nagoya Grampus, Tokushima Vortis og Roasso Kumamoto.